# 高平拓弥
高平 拓弥（たかひら たくや、1990年10月17日 - ）は、日本のラグビー選手。

## プロフィール
- 大阪府大阪市出身。
- ポジションはフルバック(FB)。
- 身長 177cm、体重 85kg
- ニックネームはスマイリー、たかぺー。
- U20日本代表候補に選ばれたことがある[1]。

## 略歴
2009年、浪速高校卒業後、東海大学に入る。
2013年、東海大学卒業後、リコーブラックラムズに加入。同年8月31日に行われたジャパンラグビートップリーグ第1節のコカ・コーラウエストレッドスパークス戦に途中出場で公式戦初出場を果たす。
2020年、リコーブラックラムズを退団した。